# Las Canoas del Salto
Las Canoas del Salto är en ort i Mexiko.   Den ligger i kommunen La Piedad och delstaten Michoacán de Ocampo, i den centrala delen av landet, 300 km väster om huvudstaden Mexico City. Las Canoas del Salto ligger 1 666 meter över havet och antalet invånare är 108.
Terrängen runt Las Canoas del Salto är platt norrut, men söderut är den kuperad. Runt Las Canoas del Salto är det tätbefolkat, med 343 invånare per kvadratkilometer. Närmaste större samhälle är La Piedad Cavadas, 8,6 km sydost om Las Canoas del Salto. I omgivningarna runt Las Canoas del Salto växer huvudsakligen savannskog.